# Pedra de Tízoc
La Pedra de Tízoc o de Chetumal és una gran escultura circular amb gravats mexiques redescoberta el 17 de desembre del 1791 a la Plaça Major de la Ciutat de Mèxic per Antoni de León y Gama. Considerada pels arqueòlegs un temalácatl o plataforma de sacrificis, l'anomenaren Altar de sacrificis gladiatoris pel canal que presenta en un lateral, tot i que alguns estudis apunten que s'hi va afegir a posteriori en el s. xvii. El canal no està documentat en la descripció detallada de la pedra en La història general de Bernardino de Sahagún. Alguns estudis conclouen que l'escultura fou danyada intencionalment per a reforçar els informes sensacionalistes de la civilització asteca, i que no té cap relació amb sacrificis. Es creu que era un monument a la victòria militar de monarques mexiques sobre diferents zones de Mesoamèrica, on els glifs d'aquestes àrees es poden veure al costat de figures de guerrers derrotats en una banda de l'escultura.
Aquesta escultura forma part dels objectes destruïts o danyats durant la colònia espanyola, que s'empraven com a material de construcció o fonamentació, així com per a corroborar les idees colonials contra la civilització mexica.
| «                        | (castellà) Otras grandes piedras se encontraron también, que jusgándose estorbo por su volumen y peso fueron mandadas destrozar, para que fuesen aprovechados los pedazos en el pavimento; la misma suerte corriera ésta, a no haber acertado a pasar por ahí el Sr. canónigo Gamboa, quien logró hacer cesar la comensada devastación en ella y que fuera colocado en el ángulo S.O. del cementerio de la Catedral. | (català) Altres gran pedres s'hi trobaren també, i jutjant-se que destorbaven pel volum i pes, foren "manades destrossar" per aprofitar-ne els trossos en el paviment; la mateixa sort n'hagués corregut aquesta si no hagués passat per allí el Sr. canonge Gamboa, que aconseguí parar la devastació encetada i que es col·locàs en l'angle sud-oest del cementeri de la seu. | » |
| — Manuel Orozco y Berra, | | |   |

## Història
Es creu que podria ser un temalácatl, plataforma de lluita on es feien combats gladiatoris entre un guerrer captiu que es lligava a aquesta plataforma i se li armava sols amb una matxet de fusta adornat amb plomes, el qual lluitava amb guerrers asteques totalment equipats i armats amb espases d'obsidiana (macuahuitls) o destrals metàl·liques de guerra (tepoztlis). Segons fonts històriques, el guerrer Tlahuicole va lluitar i matar vuit adversaris, i en va ferir altres vint. Davant aquesta mostra de valentia, se li va oferir a Tlahuicole un lloc de capità en l'exèrcit mexica, però ell rebutjà l'oferta i fou executat.

### Mal intencional de l'escultura

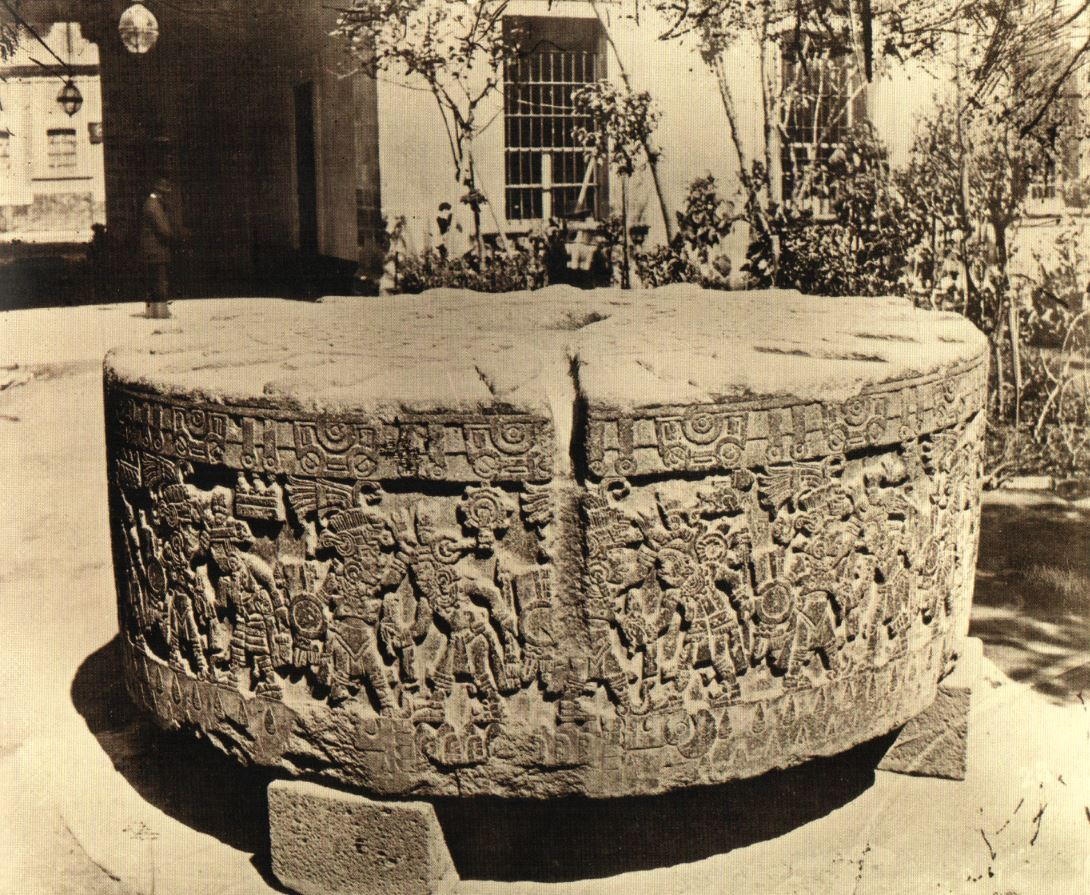
Fotografia anònima que mostra el mal en l'escultura (ca. 1900)

L'escultura està danyada en la cara superior i en un costat de la cara lateral, és un forat i un canal esculpits amb una tècnica de remoció de material. Aquesta modificació segueix un patró asimètric, d'estil o simbòlic no reconegut en una altra obra. La modificació ha danyat la part central, on sembla que hi havia el suport per al lligam del gladiador o la cara d'un monarca mexica; aquest continua en direcció radial cap a la cara lateral, on baixa. Una altra escultura semblant com la Pedra de Moctezuma no presenta pas aquest dany.
| «                                                        | (castellà) Supone que en el centro debió tener grabada una cara, la que fue mutilada para dejar una concavidad "mal formada" de la que parte el canal que atraviesa a la piedra en su parte superior y baja por un lado de la piedra dañando las "labores talladas con arte y simetría", las que piensa, fueron hechas posteriormente por personas que querían destruir todo vestigio de la antigüedad. | (català) Suposa que al centre degué tenir una cara gravada, que fou mutilada per deixar-hi una concavitat "mal feta" de la qual ix el canal que travessa la pedra per la part superior i baixa per un costat de la pedra fent malbé "el treball fet amb art i simetria", i creu que fou feta posteriorment per persones que volien destruir qualsevol vestigi antic. | » |
| — Eduardo Matos Moctezuma citant Antonio de León y Gama, | | |   |

| «                          | (castellà) Es probable que en esa oquedad estuviera esculpido el rostro de un personaje y que precisamente allí se amarrara la cuerda con que se ataba al prisionero, como ocurre con otra piedra similar encontrada en 1988 en la que vemos estos elementos. Desde luego que la idea de que le agujero y el canal eran prehispánicos y servían para que corriera la sangre de los sacrificados debe descartarse. | (català) Pot ser que en aquell buit estigués esculpit el rostre d'un personatge i que fos allí on s'amarrava la corda per nugar el presoner, com passa amb una altra pedra semblant trobada al 1988 en què veiem aquests elements. S'ha de descartar que el forat i el canal eren prehispànics i servien perquè hi corregués la sang dels sacrificats. | » |
| — Eduardo Matos Moctezuma, | | |   |

#### Descripció
En un lateral, té representacions de Tezcatlipoca, un dels principals déus asteques o, segons altres fonts, del governant Tízoc, el hueyi tlatoani entre 1481 i 1486, vestit com el déu Huitzilopochtli, d'on prové el nom que s'ha donat a la pedra. La figura descrita agafa pels cabells governants d'altres pobles, per representar els vençuts en les batalles. Les cares superior i lateral estan treballades amb estil mexica imperial: la de dalt mostra la representació convencional del sol. La lateral té una seqüència de 15 escenes, cadascuna amb un guerrer que sotmet una deïtat que personifica el senyoriu amb un glif toponímic.(9) 